# Мамоти
Мамоти (пол. Mamoty) — село в Польщі, у гміні Чермін Плешевського повіту Великопольського воєводства.
У 1975-1998 роках село належало до Каліського воєводства.